# Lois Niënhuis
Lois Niënhuis (Winterswijk, 4 februari 2001) is een voetbalspeelster uit Nederland. Ze speelt als doelverdediger voor Ajax.

## Carrière
Niënhuis werd geboren in Winterswijk, maar groeide op in Lichtenvoorde. Aldaar speelde ze voor Longa '30.
Sinds 2012 maakte Niënhuis deel uit van de jeugdopleiding van FC Twente. In het seizoen 2017/18 kwam ze bij de selectie van de hoofdmacht. Op 11 oktober 2020 maakte Niënhuis haar debuut in de Vrouwen Eredivisie door in de basis te starten in een thuiswedstrijd tegen ADO Den Haag.
In 2023 werd besloten het contract van Niënhuis niet te verlengen waardoor er na 11 jaar een einde kwam aan haar tijd bij FC Twente. Op 31 augustus 2023 besloot AFC Ajax Lois Niënhuis naar Amsterdam te halen.
Op 3 februari 2024 maakte Niënhuis haar debuut voor de Amsterdammers in een uitwedstrijd tegen Telstar. Niënhuis tekende op 20 juni 2025 een nieuwe verbintenis die haar tot medio 2026 aan Ajax verbonden houdt.

## Statistieken
| Seizoen | Club      | Competitie | Competitie | Competitie | Beker | Beker | Overig | Overig | Totaal | Totaal |
| Seizoen | Club      | Competitie | Wed.       | Dlp.       | Wed.  | Dlp.  | Wed.   | Dlp.   | Wed.   | Dlp.   |
| ------- | --------- | ---------- | ---------- | ---------- | ----- | ----- | ------ | ------ | ------ | ------ |
| 2020/21 | FC Twente | Eredivisie | 2          | 0          | 0     | 0     | 0      | 0      | 2      | 0      |
| 2021/22 | FC Twente | Eredivisie | 4          | 0          | 0     | 0     | 2      | 0      | 6      | 0      |
| 2022/23 | FC Twente | Eredivisie | 0          | 0          | 0     | 0     | 1      | 0      | 1      | 0      |
| 2023/24 | Ajax      | Eredivisie | 1          | 0          | 0     | 0     | 1      | 0      | 2      | 0      |
| 2024/25 | Ajax      | Eredivisie | 0          | 0          | 0     | 0     | 0      | 0      | 0      | 0      |
| 2025/26 | Ajax      | Eredivisie | 0          | 0          | 0     | 0     | 0      | 0      | 0      | 0      |
| Totaal  | Totaal    | Totaal     | 7          | 0          | 0     | 0     | 4      | 0      | 11     | 0      |

Bijgewerkt t/m 20 juni 2025.

## Interlandcarrière
Niënhuis speelde voor Nederland -16 en Nederland -17.
1 Van Eijk ·
3 Van der Veen ·
4 Den Turk ·
6 Van de Velde ·
7 Van Egmond ·
8 Spitse  ·
9 Tolhoek ·
12 Van Hensbergen ·
13 Niënhuis ·
15 Kaagman ·
16 Noordman ·
17 Jansen ·
18 Keijzer ·
19 T. Hoekstra ·
20 Yohannes ·
21 Van Gool ·
22 Sabajo ·
23 Keukelaar ·
24 De Klonia ·
25 De Sanders ·
26 Kardinaal ·
27 Buikema ·
31 Van der Wal ·
Coach: De Reus
· Assistent-coach: Luiten